# Tour Octavienne

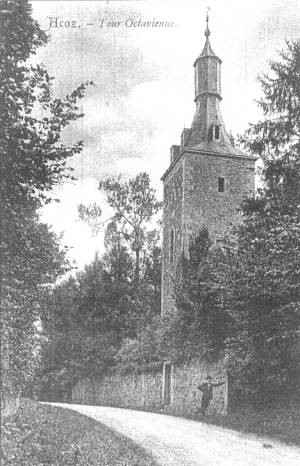
Tour Octavienne in volle glorie

De tour Octavienne ('toren van Octave') (1875 – 1991) was een toren in het Wallonische plaatsje Acoz, gebouwd door Octave Pirmez ter nagedachtenis van zijn voortijdig overleden broer Rémo. De toren kreeg in de volksmond zijn naam omdat Octave er geregeld in afzondering vertoefde.

## Beschrijving
De toren stond naast het uiterste puntje van het bos van Kasteel van Acoz, halverwege de oude weg naar Villers-Poterie, dat heden Rue de la Tour Octavienne heet. Het had een dominant uitzicht over de omringende bossen en landerijen.
De toren had drie verdiepingen, elk een enkele ruimte. De verdiepingen waren te bereiken via een ladder binnen en een trap buiten.
Het bouwwerk was het product van Pirmezs romantische fantasie. Het was in feite een middeleeuws aandoende kluizenaarstoren in gotische stijl,  spitsbooggevormde schietgaten inbegrepen. Het had een Lodewijk XVI-stijl entree in Romaanse proporties. De toren had ook veel onregelmatige openingen en had een torenspits met lantaarn bekroond door een bol en een kruisbloem. De toren bestond uit verschillende bouwstijlen en kon het dus architectonisch niet in een hokje geduwd worden: het had qua stijl zomaar ergens tussen de 12e-eeuwse donjon en de 18e-eeuwse duiventoren kunnen passen.
Chaque élément, nature ou architecture dessiné par Dieu ou par l’homme, mais laissé au caprice du temps, chaque élément dis-je porte en lui une double signification, l’une accessible au commun, l’autre aux initiés. Ainsi en est-il de la tour Octavienne.— Octave Pirmez
De muren hadden ingebeitelde Latijnse inscripties, de naam van de toren en motto's, allen van Pirmezs geest en hand.

## Geschiedenis
De toren werd door Octave Pirmez (1832–1883)  in 1875 gebouwd, drie jaar na het tragische ongeluk van zijn broer Rémo (1844-1872). De toren zou een monument ter nagedachtenis van Rémo en hun gemeenschappelijke idealen zijn. Octave ging geregeld naar de toren om er in afzondering inspiratie op te doen, te mediteren en om te schrijven. Het uitzicht vanuit de toren op de wereld werd symbolisch voor zijn drang om in isolatie mensen te observeren.
Na de dood van Octave raakte de toren langzaam maar zeker in verval. Ooit werd een vereniging La tour des Arts opgericht dat tot doel had de toren te restaureren en het daarna als een ontmoetingscentrum voor artiesten te gebruiken, daar is echter nooit wat van gekomen. Wel is de toren ter gelegenheid van Pirmezs 100e verjaardag in 1932 gerestaureerd. Daarna zette het verval weer in en toen baron Edouard Pirmez, achterneef van Octave Pirmez en eigenaar van de toren, in 1991 te kennen gaf er niet langer in te willen investeren werd de inmiddels deels ingestorte toren gesloopt.
In 2020 is in Acoz een herdenkingsmonument voor deze toren en zijn eerste eigenaar geplaatst met enkele van de oorspronkelijke stenen met de door Pirmez ingebeitelde teksten.

## Galerij

Aanzichten van tour Octavienne (<1930)
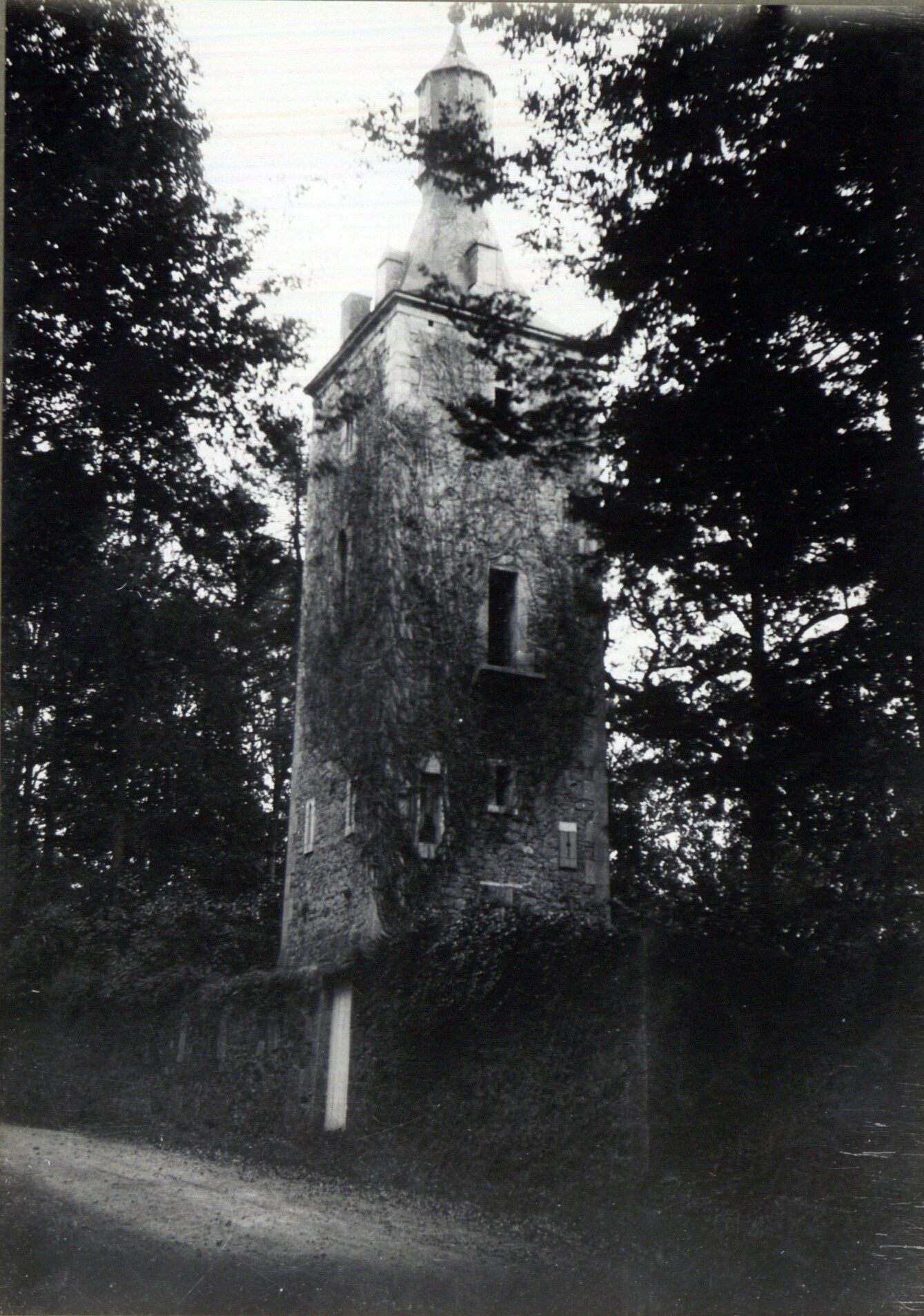
noord- en westgevel
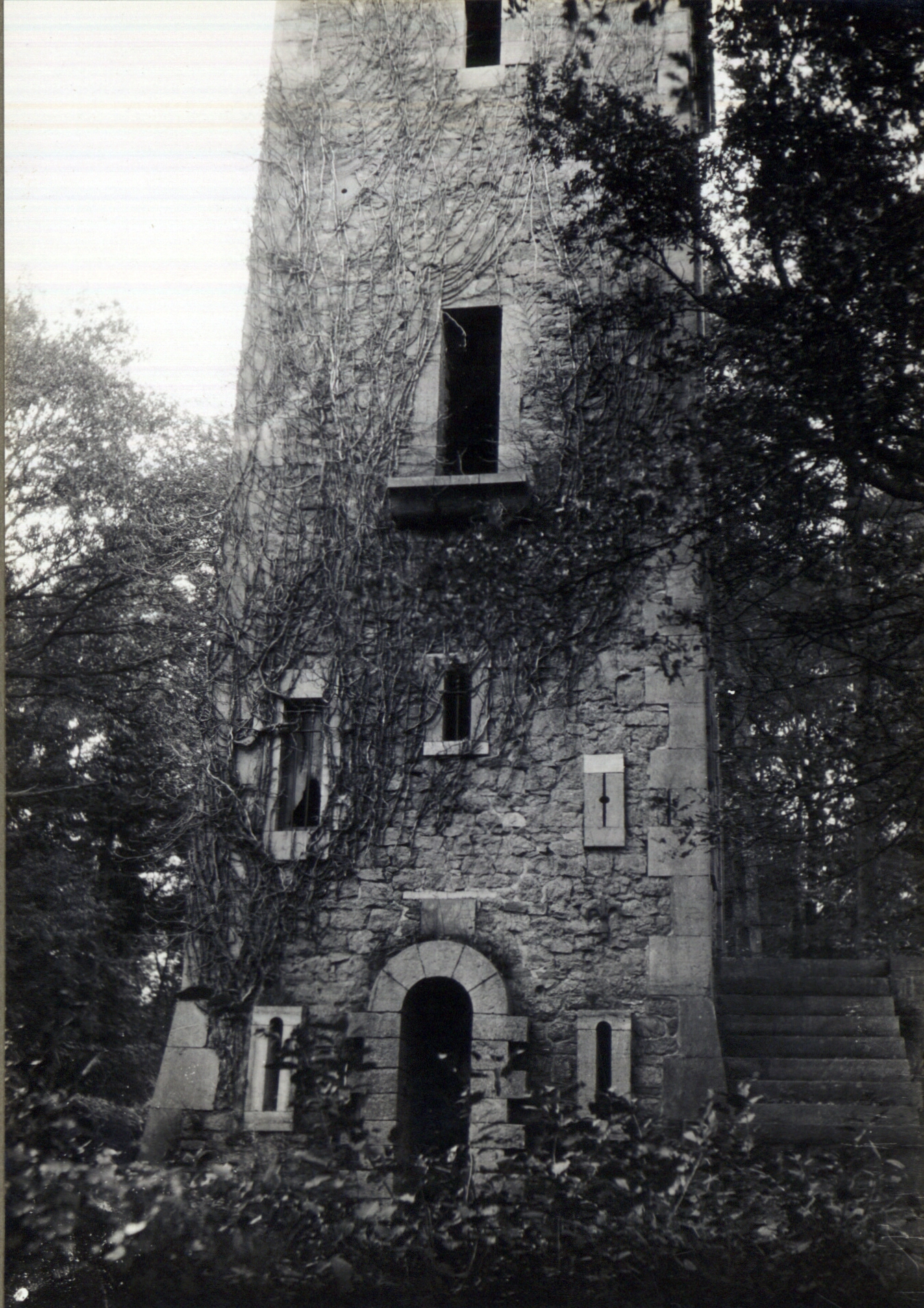
westgevel
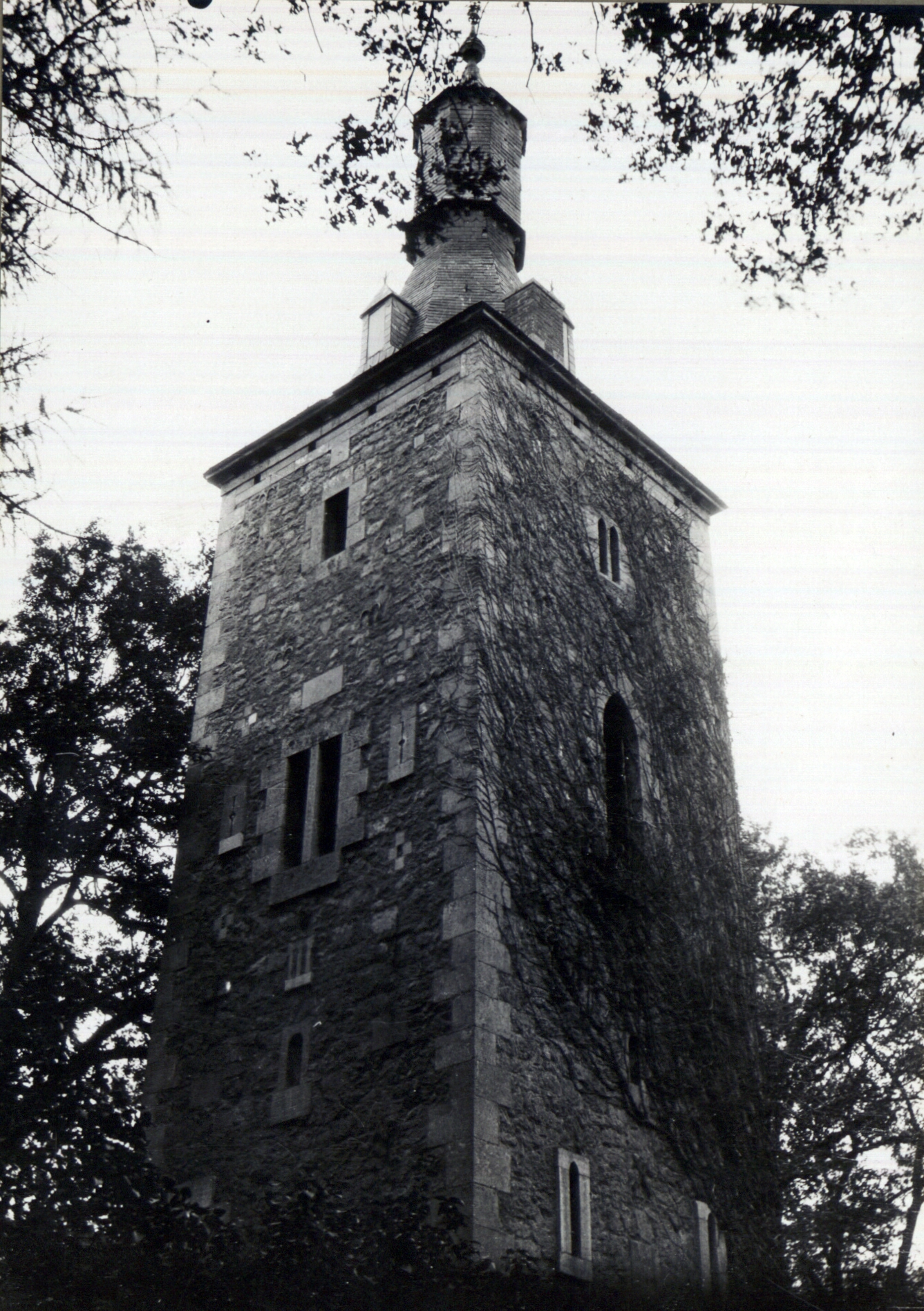
zuid- en oostgevel
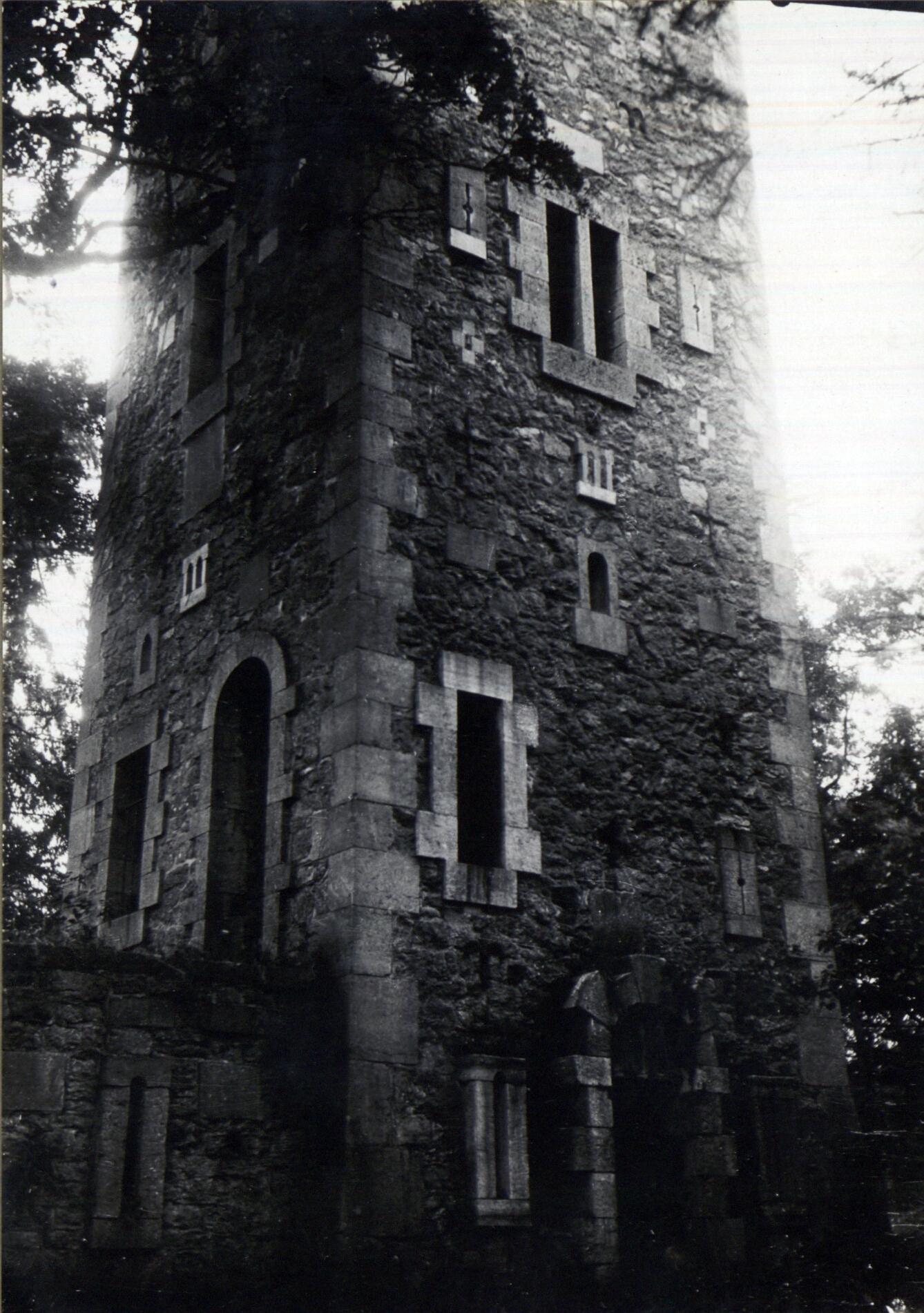
zuid- en westgevel